# Ingolstadt
Ingolstadt város Németországban, Bajorországban.

## Fekvése
A Duna völgyében, a Duna partján fekvő 133,37 km² területű város Bajorország negyedik legnagyobb városa München, Nürnberg és Augsburg után. A város határa mintegy 70 kilométer hosszú. Ingolstadt határától nem messze, 14 kilométerre helyezkedik el Bajorország földrajzi centruma, Kipfenberg. Az óváros körülbelül a 374 méter van a tengerszint felett. A legmagasabb pontja a város Pettenhoffen nevű kerületén helyezkedik el, amely a tengerszint feletti 410.87 méteren helyezkedik el a Duna és a Schutter folyó találkozásánál. Legmélyebb pontja a tengerszint feletti 362 méteren helyezkedik el.

## Történelem
Első említése Nagy Károly egyik 806. február 6-ról származó dokumentumából származik, melyben Ingoldes stat alakban jelenik meg a neve, jelentése: Ingold helye. 1250 körül városi rangra emelkedett.
1392 és 1447 között egy bajor részhercegség fővárosa volt. VII. Lajos bajor herceg építette a Új Kastélyt (németül Neues Schloss), mely a francia gótika stílusjegyeit képviseli.
1472-ben IX. Lajos bajor herceg alapította az Ingolstadti Egyetemet, mely a mai müncheni Lajos–Miksa Egyetem elődjeként van számon tartva. Az Ingolstadti Egyetem fontos védnöke volt a római katolikus egyháznak a reformáció ideje alatt, és olyan neves tudósok vezették, mint Johannes Eck.
1516-ban Ingolstadtban írta és adta ki IV. Vilmos bajor herceg a sörre vonatkozó tisztasági törvényt (németül Reinheitsgebot).

### Polgármesterek
| - 1818–1821/22: Georg Reder - 1822–1824: Theodor Steinle - 1824–1827: Lorenz Schmid - 1827–1831: Joseph Hotter - 1831–1842: Johann Baptist Lonich - 1842–1844: Ignaz Lallinger - 1844–1855: Georg Ritter és Edler von Grundner - 1855–1896: Matthias Doll - 1896–1920: Jakob Kroher - 1920–1930: Dr. Friedrich Gruber - 1930–1945: Dr. Josef Listl | - 1945: Max Gründl - 1945–1946: Heinrich Runte - 1946/48–1952: Dr. Georg Weber - 1952–1955: Josef Strobl - 1956–1966: Dr. Josef Listl - 1966–1972: Dr. Otto Stinglwagner - 1972–2002: Peter Schnell - 2002–2014: Dr. Alfred Lehmann - 2014–2020: Dr. Christian Lösel - 2020 óta: Christian Scharpf |

## Közigazgatása

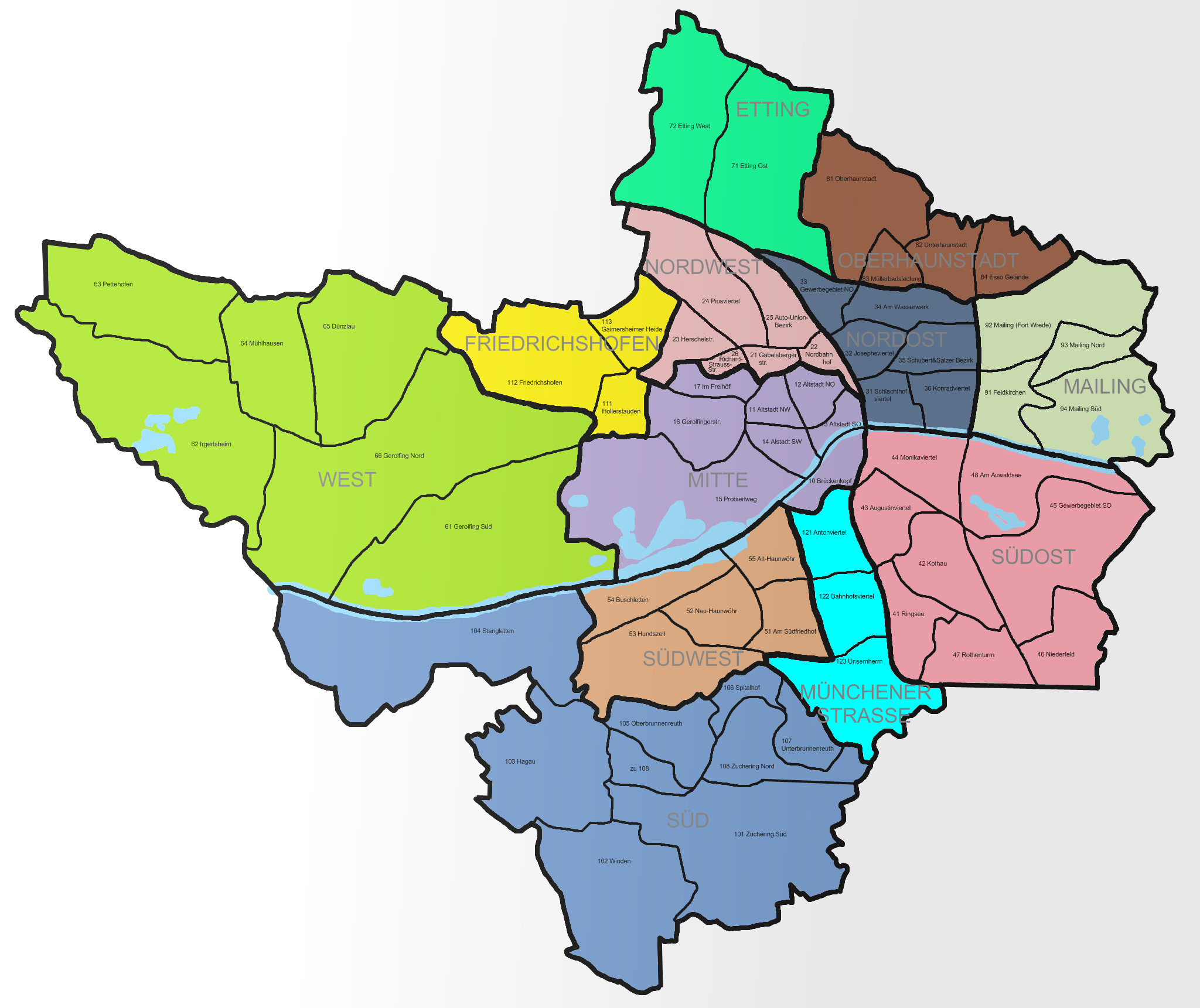
Ingolstadt kerületei és városrészei

A város 12 kerületre (Stadtbezirk) oszlik:
| Kerület | Kerület                          | Népesség (fő, 2013. december 31.) | Terület (ha) | Népsűrűség (fő/ha) |
| #       | Név                              | Népesség (fő, 2013. december 31.) | Terület (ha) | Népsűrűség (fő/ha) |
| ------- | -------------------------------- | --------------------------------- | ------------ | ------------------ |
| I       | Közép (Mitte)                    | 13.950                            | 1.142,4      | 12,2               |
| II      | Északnyugat (Nordwest)           | 17.918                            | 469,9        | 38,1               |
| III     | Északkelet (Nordost)             | 19.565                            | 473,8        | 41,3               |
| IV      | Délkelet (Südost)                | 15.832                            | 1.395,5      | 11,3               |
| V       | Délnyugat (Südwest)              | 10.462                            | 645,7        | 16,2               |
| VI      | Nyugat (West)                    | 6.569                             | 3.341,9      | 2,0                |
| VII     | Etting                           | 4.637                             | 861,4        | 5,4                |
| VIII    | Oberhaunstadt                    | 5.084                             | 553,1        | 9,2                |
| IX      | Mailing                          | 4.920                             | 812,7        | 6,1                |
| X       | Dél (Süd)                        | 8.345                             | 2.700,1      | 3,1                |
| XI      | Friedrichshofen-Hollerstauden    | 9.133                             | 487,6        | 18,7               |
| XII     | Müncheni utca (Münchener Straße) | 13.209                            | 449,9        | 29,4               |

## Lakosság
| Év                | Lakosság (fő) |
| ----------------- | ------------- |
| 1450              | 3.000         |
| 1500              | 5.000         |
| 1558              | 4.548         |
| 1630              | 6.500         |
| 1762              | 8.000         |
| 1792              | 7.000         |
| 1803              | 4.813         |
| 1813              | 5.433         |
| 1820              | 4.800         |
| 1834. december 1. | 7.800         |
| 1837. december 1. | 7.200         |
| 1840. december 1. | 9.189         |
| 1846. december 3. | 9.706         |
| 1852. december 3. | 14.400        |
| 1855. december 3. | 15.025        |
| 1858. december 3. | 15.712        |
| 1861. december 3. | 19.398        |
| 1867. december 3. | 17.684        |

| Év                 | Lakosság (fő) |
| ------------------ | ------------- |
| 1871. december 1.  | 13.157        |
| 1875. december 1.  | 14.633        |
| 1880. december 1.  | 15.251        |
| 1885. december 1.  | 16.388        |
| 1890. december 1.  | 17.646        |
| 1895. december 2.  | 20.656        |
| 1900. december 1.  | 22.207        |
| 1905. december 1.  | 23.531        |
| 1910. december 1.  | 23.745        |
| 1916. december 1.  | 27.464        |
| 1917. december 5.  | 27.293        |
| 1919. október 8.   | 26.013        |
| 1925. június 16.   | 26.630        |
| 1933. június 16.   | 28.628        |
| 1939. május 17.    | 33.394        |
| 1945. december 31. | 33.923        |
| 1946. október 29.  | 36.765        |

| Év                   | Lakosság (fő) |
| -------------------- | ------------- |
| 1950. szeptember 13. | 40.523        |
| 1956. szeptember 25. | 46.726        |
| 1961. június 6.      | 53.405        |
| 1965. december 31.   | 68.369        |
| 1970. május 27.      | 70.414        |
| 1975. december 31.   | 88.500        |
| 1980. december 31.   | 90.490        |
| 1985. december 31.   | 91.836        |
| 1987. május 25.      | 96.071        |
| 1990. december 31.   | 105.489       |
| 1995. december 31.   | 111.979       |
| 2000. december 31.   | 115.722       |
| 2005. december 31.   | 121.314       |
| 2006. december 31.   | 122.448       |

1. 1 2 3 4 5 6 7 8 9 10 11 12 13 14 15 16 17 18 19 20 21 22 23 24 25 26 27 28 29 30  Népszámlálás

| Lakosok száma | 4817 | 40 422 | 88 500 | 105 489 | 126 732 | 131 002 | 133 639 | 137 072 | 138 016 | 142 308 |
|               | 1808 | 1950   | 1975   | 1990    | 2011    | 2014    | 2016    | 2018    | 2021    | 2023    |

## Gazdaság
Itt van az Audi, az Airbus, a Media Markt és Saturn központja.

## Közlekedés
Fontos vasúti csomópont, legfontosabb vasútállomása, az Ingolstadt Főpályaudvar (Ingolstadt Hauptbahnhof) 2006 májusa óta csatlakozott a nürnbergi állomáshoz a Nürnberg–München expressz keretein belül. Van egy másik állomása is, az Ingolstadt Észak vasútállomás (Ingolstadt Nord).
A városban helyi járatú autóbuszok is közlekednek.

## Kultúra

### Színház
- Theater Ingolstadt – Ingolstadti színház
- Altstadttheater – Óvárosi színház

### Múzeumok
- Bayerisches Armeemuseum – Katonai múzeum
- Deutsches Medizinhistorisches Museum – Orvostudományi múzeum
- Heimatmuseum Niemes-Prachatiz – helyi múzeum
- Alf-Lechner–Museum
- Museum Mobile (Audi Forum) - Audi automobil-múzeum
- Museum für konkrete Kunst – Művészeti múzeum
- Städtische Galerie Harderbastei
- Heinrich-Stiefel–Schulmuseum
- Bayerisches Polizeimuseum – Bajor rendőrmúzeum

## Sport

### Labdarúgás
A helyi labdarúgócsapat FC Ingolstadt 04 2024/25-ben a német harmadosztályban szerepelt.

### Jégkorong
A többszörös német bajnok jégkorongcsapat stadionja, a Saturn Arena 11236 személyes.

## Testvértelepülések
- Kirkcaldy, Egyesült Királyság (Region Fife County) 1962
- Carrara, Olaszország (1962)
- Grasse, Franciaország (1963)
- Muraszombat, Szlovénia (1979)
- Moszkvai Központi Kerület, Oroszország (1995)
- Manisa, Törökország (1998)
- Kragujevac, Szerbia (2003)
- Opole, Lengyelország (2005)
- Győr, Magyarország (2008)

## Érdekességek
Ingolstadt megjelenik Mary Shelley Frankenstein című művében mint az a hely, ahol Victor Frankenstein tudós megteremti a szörnyet.

## Képek

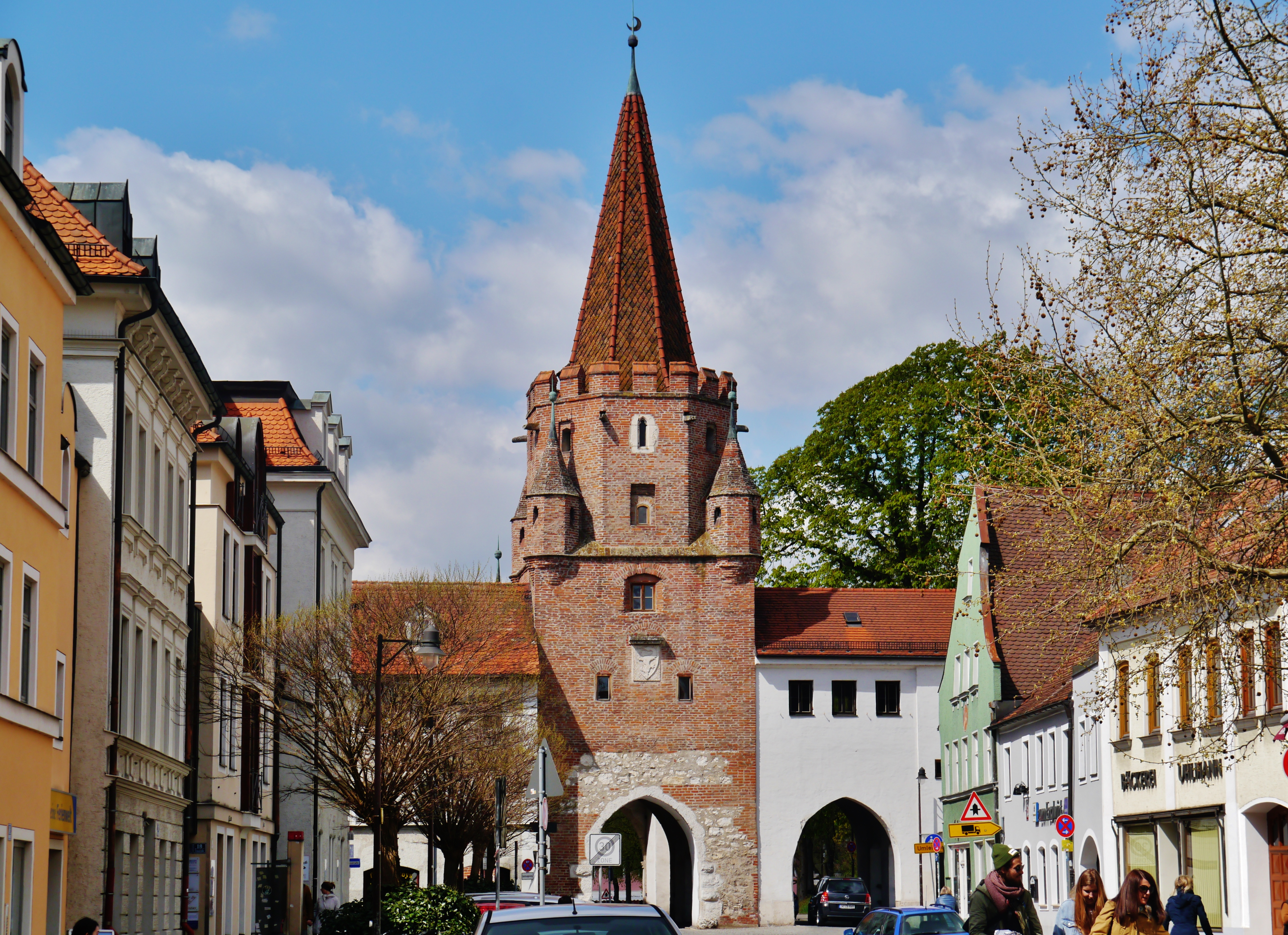
Keresztkapu (Kreuztor), a város szimbóluma
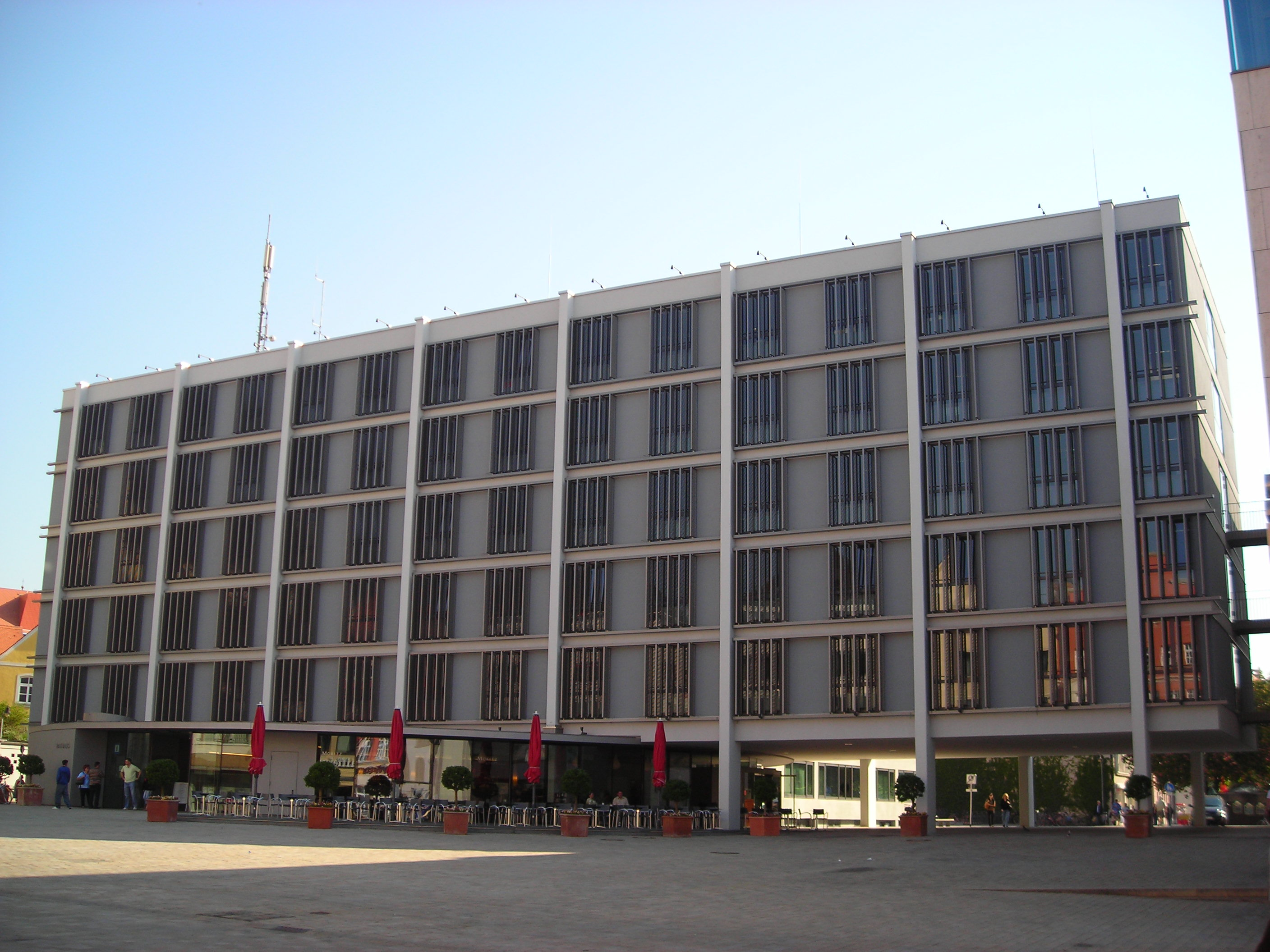
Városháza
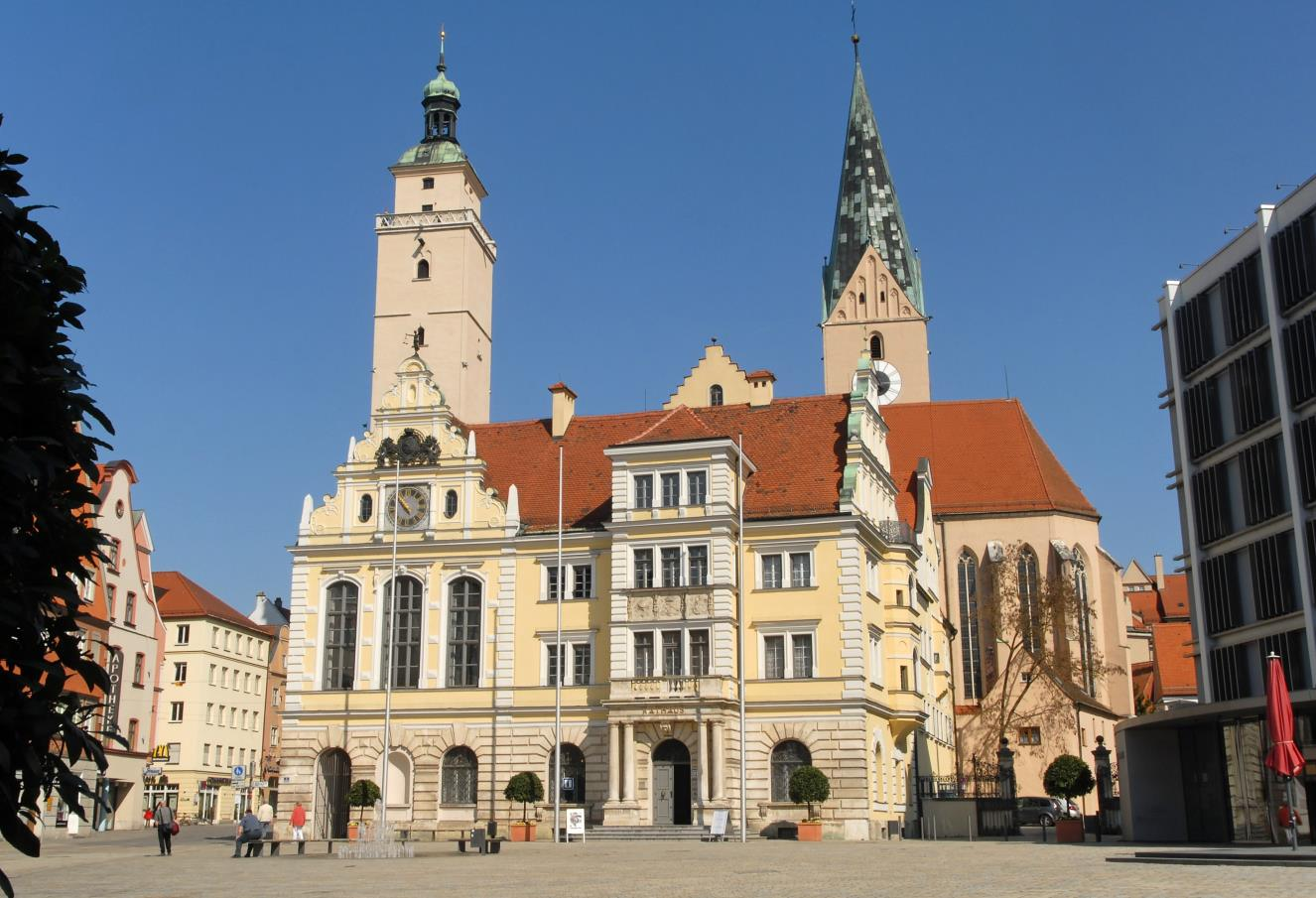
Régi városháza
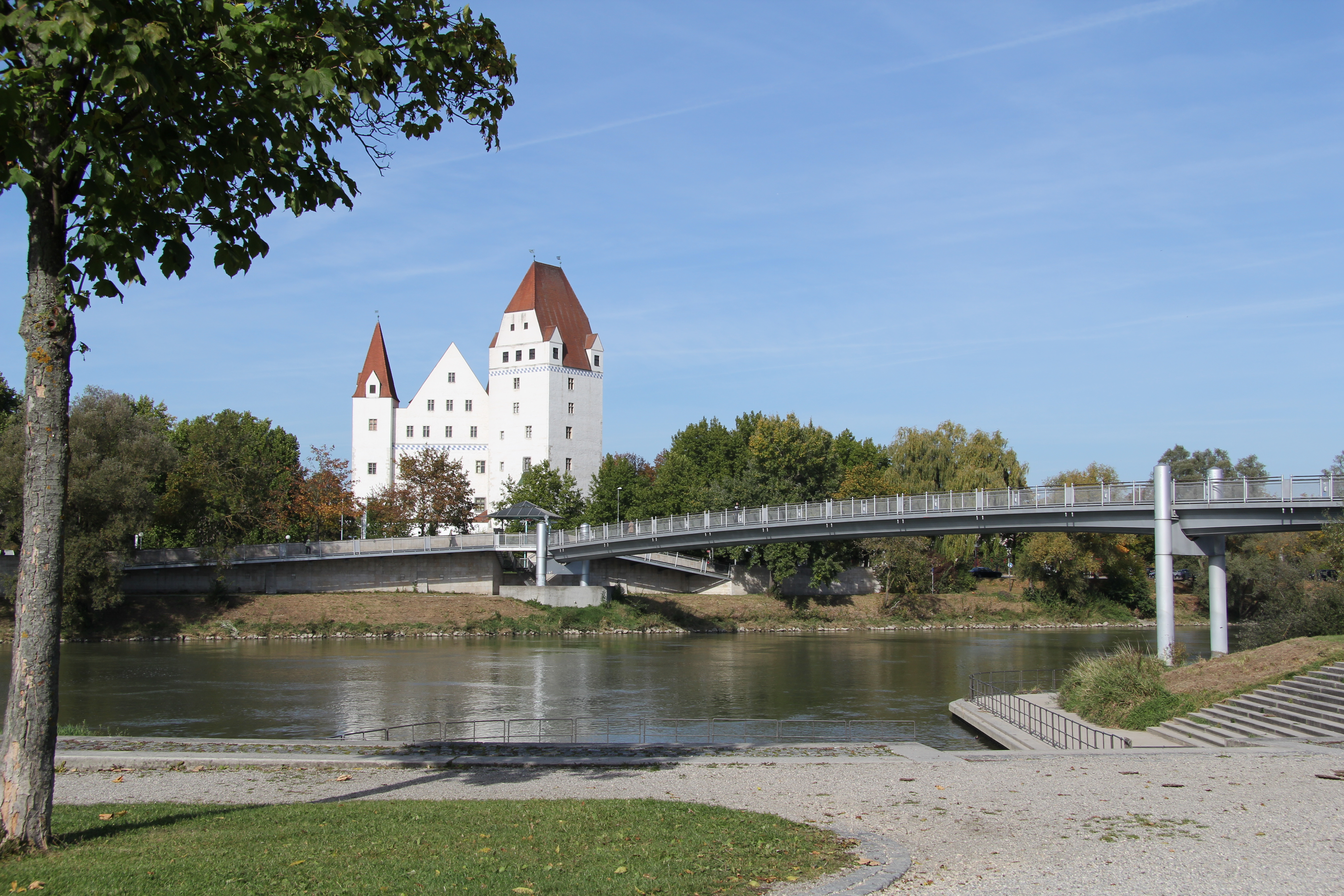
Az Új Kastély a Duna partján
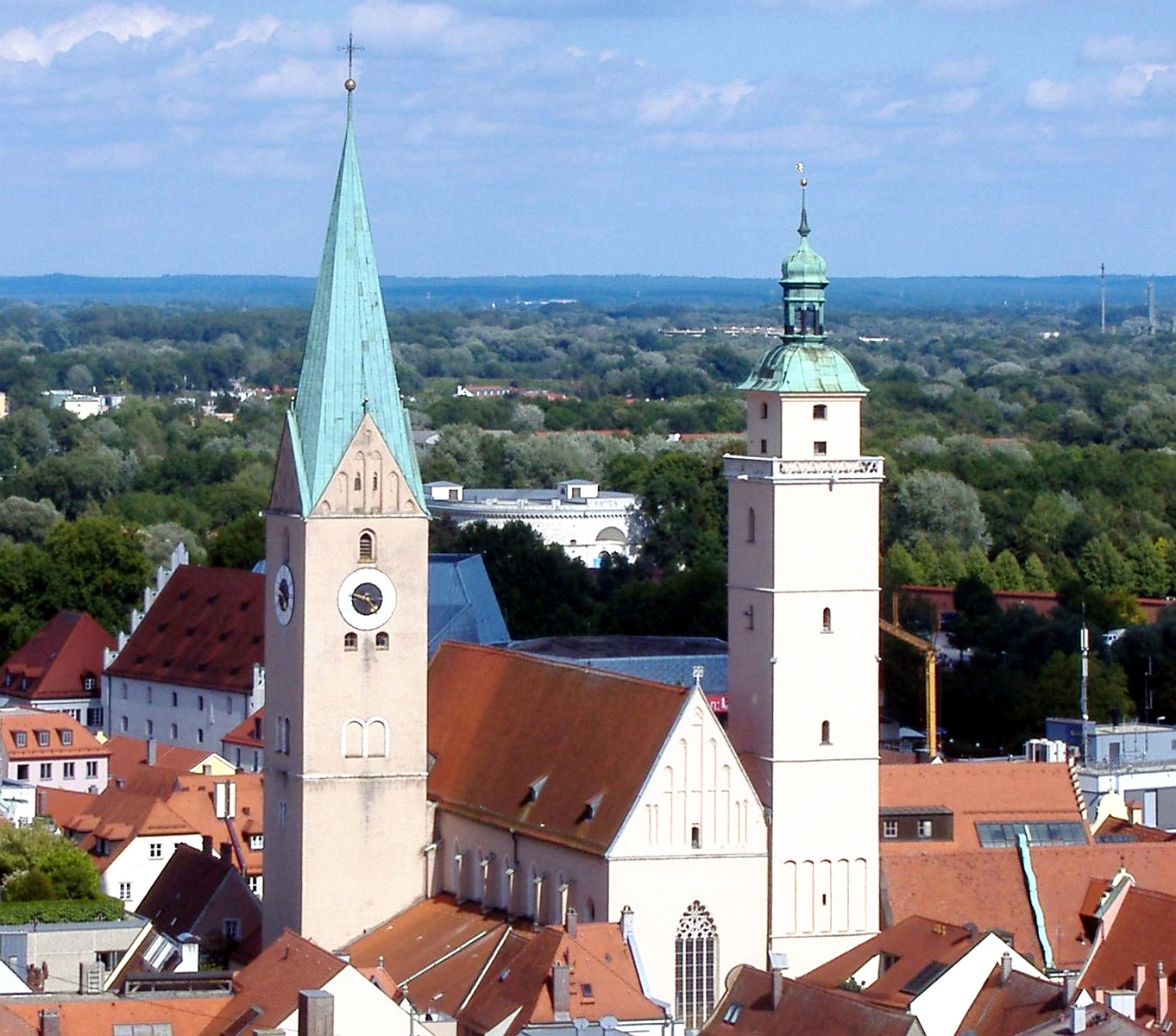
Szent Mór-templom
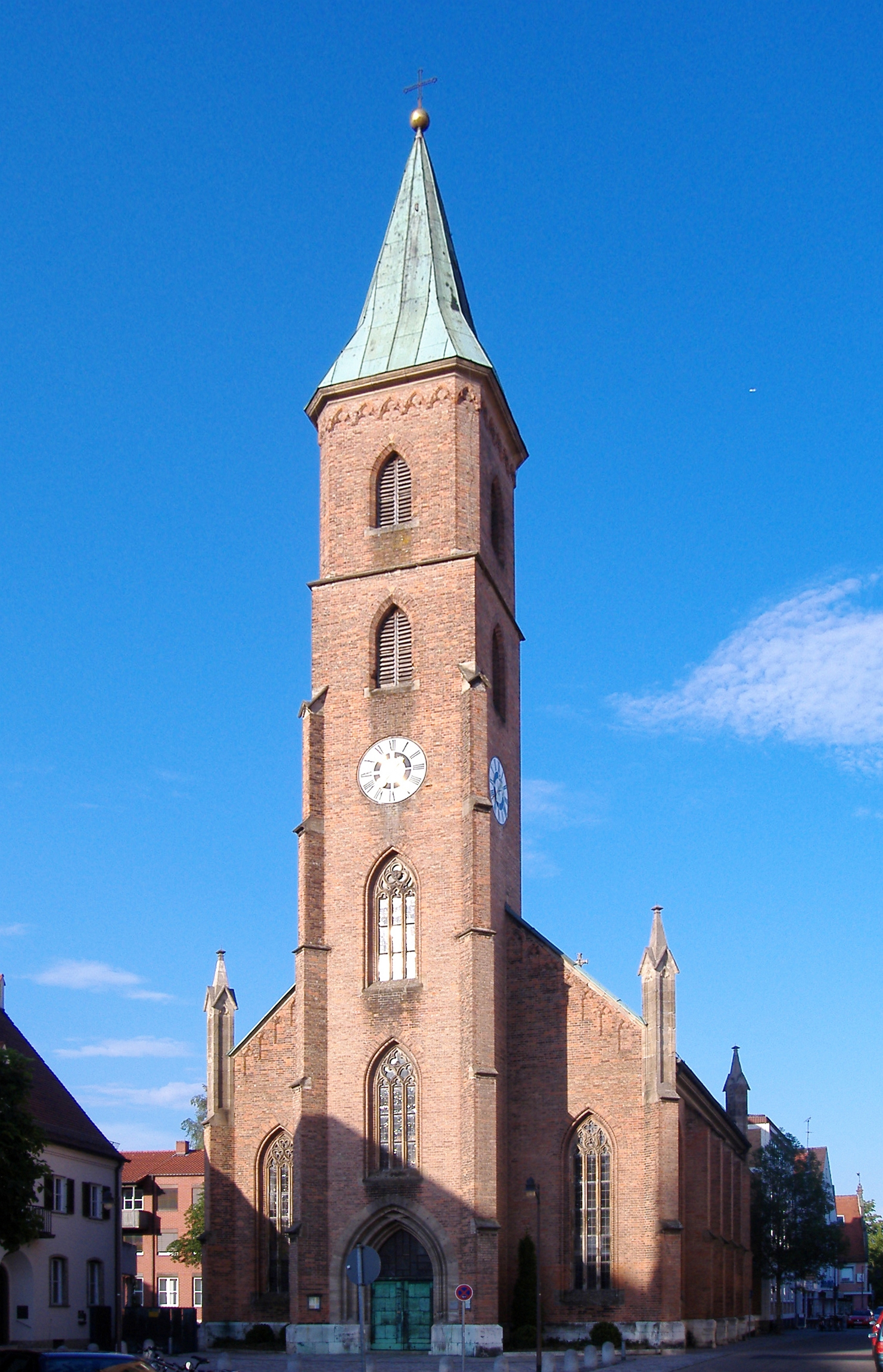
Mátyás-templom (evangélikus)
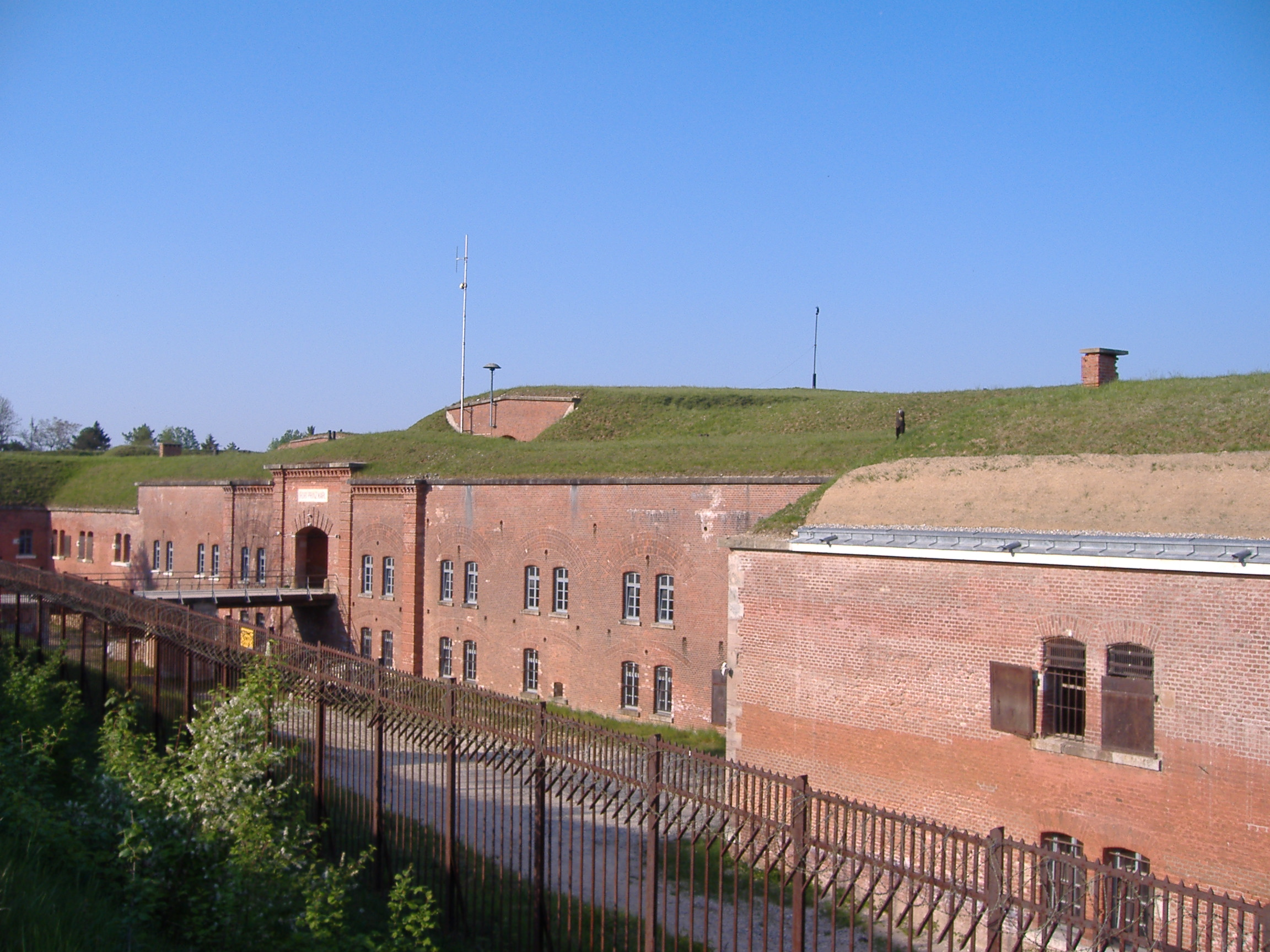
Károly herceg erőd
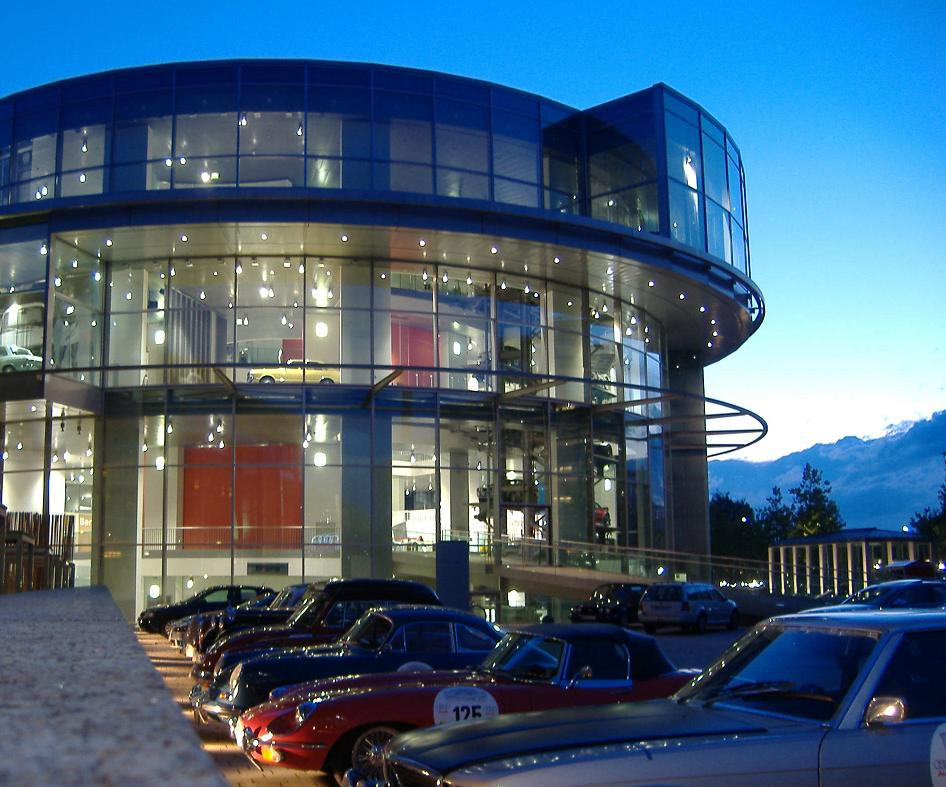
Automobil Múzeum
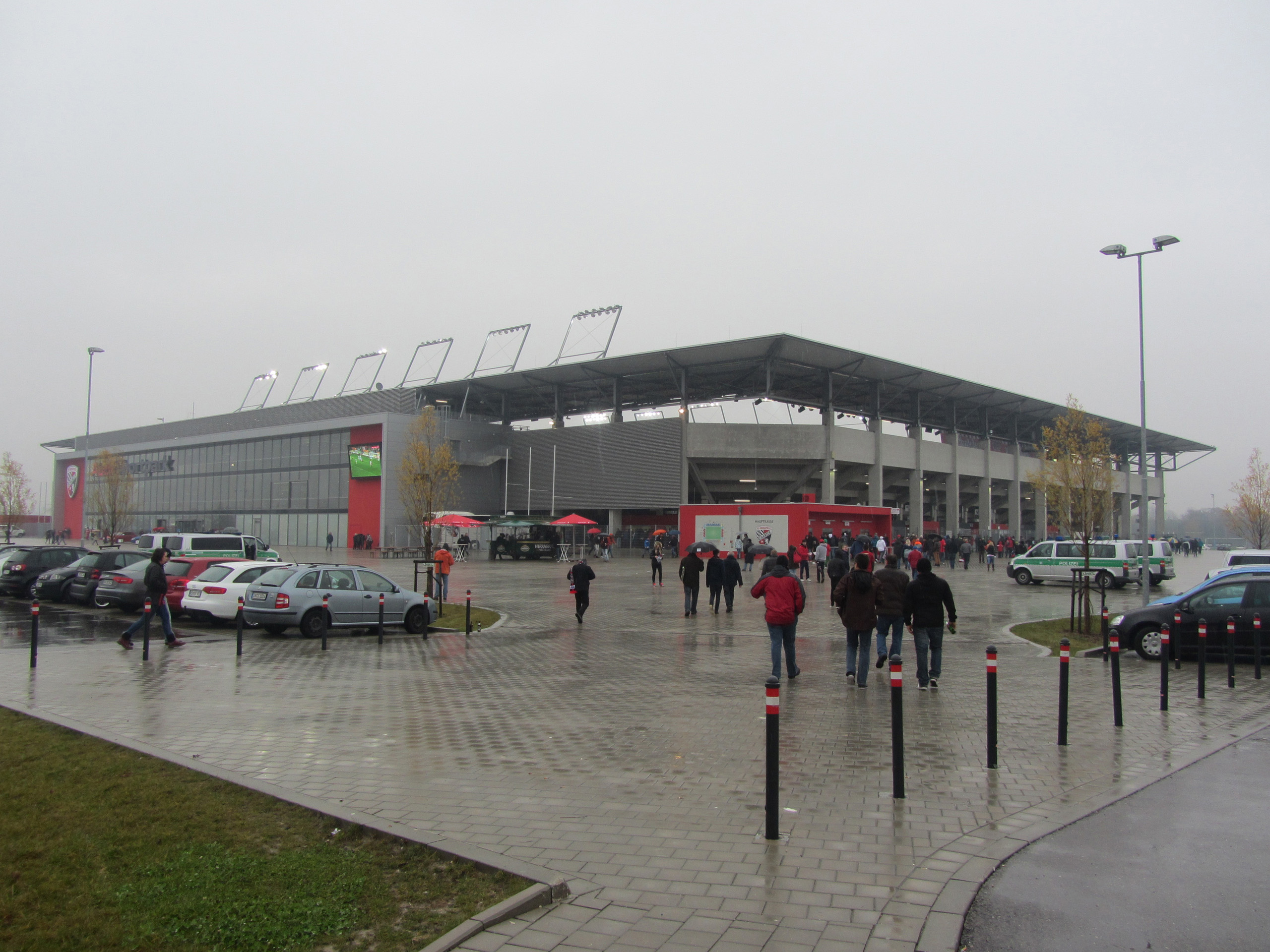
Audi Sportpark
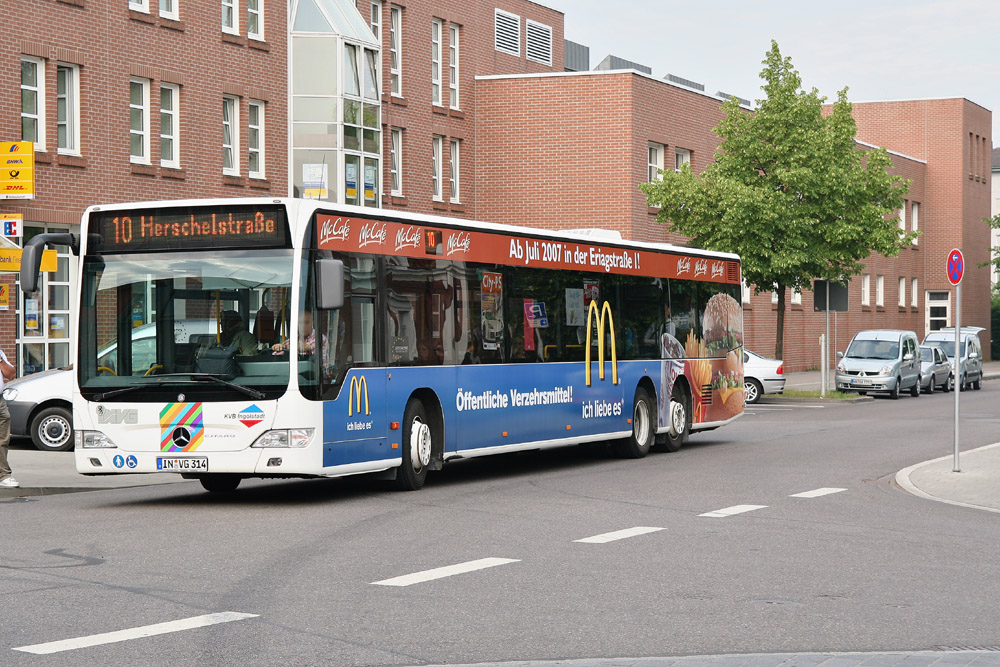
Egy helyi busz a Főpályaudvar előtt